# الحجفة (العدين)

تعديل مصدري - تعديل

الحجفة محلة تابعة لقرية الشرف، التابعة لعزلة قصع حليان بمديرية العدين إحدى مديريات محافظة إب في الجمهورية اليمنية.، بلغ تعداد سكانها 52 حسب تعداد اليمن لعام 2004.